# Agrotis biconica
Agrotis biconica är en fjärilsart som beskrevs av Vincenz Kollar 1844. Agrotis biconica ingår i släktet Agrotis och familjen nattflyn. Inga underarter finns listade i Catalogue of Life.